# Каннаполис
Каннаполис (англ. Kannapolis) — город в округах Кабаррус и Роуан, штат Северная Каролина, США, расположенный к северо-западу от Конкорда и к северо-востоку от Шарлотта. По данным переписи 2010 года, население Каннаполиса составляет 55 302 человек, что делает его двадцатым по величине городом в Северной Каролине.

## География
По данным Бюро переписи населения США, площадь города составляет 79 км², из которых 77 км² занимает суша и 1,3 км² — вода.

## Демография
По данным переписи 2000 года, население Каннаполиса составило 36 910 человек, 14 804 домашних хозяйств и 10 140 семей, проживающих в городе. Расовый состав: 77,74 % белые, 16,45 % — афроамериканцы, 6,33 % — испанцы или латиноамериканцы, 0,86 % — азиаты, 0,34 % — коренные американцы, 0,01 % — жители тихоокеанских островов, 3,43 % — другие расы и 1,16 % — две и более рас.
Насчитывалось 14 804 семьи, из которых 30,0 % составляли дети в возрасте до 18 лет, проживающие с ними, 50,4 % супружеские пары, 13,5 % женщины, проживающие без мужей и 31,5 % — не имеющие семью. 26,5 % всех домохозяйств составляли отдельные лица и 11,4 % — одинокие люди в возрасте 65 лет и старше. 
Возрастной состав: 24,2 % лица в возрасте до 18 лет, 9,0 % — от 18 до 24 лет, 30,4 % — от 25 до 44 лет, 20,8 % — от 45 до 64 лет и 15,6 % — лица в возрасте 65 лет и старше. 
Средний доход на домашнее хозяйство в городе составил $35,532, а средний доход на семью — $42,445. Мужчины имеют средний доход $30,990, а женщины — $23,277. Доход на душу населения в городе составил $17,539. Около 7,7 % семей и 10,5 % населения были ниже черты бедности, в том числе 14,6 % из них моложе 18 лет и 10,7 % — лица в возрасте 65 лет и старше.